# Коляса, Мариан
Мариан Коляса (пол. Marian Kolasa; род. 12 августа 1959, Гданьск) — польский легкоатлет, специалист по прыжкам с шестом. Выступал за сборную Польши по лёгкой атлетике в 1978—1989 годах, обладатель серебряной и бронзовой медалей чемпионатов Европы в помещении, двукратный чемпион Польши, победитель и призёр крупных международных турниров, участник летних Олимпийских игр в Сеуле.

## Биография
Мариан Коляса родился 12 августа 1959 года в Гданьске, Польша. Занимался лёгкой атлетикой в Гдыне, проходил подготовку в местном клубе Bałtyku Gdynia под руководством тренера Эдварда Шимчака.
Впервые заявил о себе на международном уровне в сезоне 1978 года, когда вошёл в состав польской сборной и выступил на международном турнире в Виттеле, где в зачёте прыжков с шестом выиграл серебряную медаль.
Будучи студентом, в 1981 году представлял Польшу на Всемирной Универсиаде в Бухаресте — с результатом 5,30 закрыл десятку сильнейших.
В 1983 году прыгал с шестом на чемпионате Европы в помещении в Будапеште, занял итоговое 18-е место.
В 1984 году выиграл серебряные медали на международных турнирах в Турине и Праге, стал шестым на чемпионате Европы в помещении в Гётеборге. Позднее получил серебро на соревнованиях в Бирмингеме, одержал победу в Стокгольме, был пятым на Golden Gala в Риме. Рассматривался в качестве кандидата на участие в летних Олимпийских играх в Лос-Анджелесе, однако Польша вместе с несколькими другими странами восточного блока бойкотировала эти соревнования по политическим причинам. Вместо этого Коляса выступил на альтернативном турнире «Дружба-84» в Москве — здесь в прыжках с шестом показал результат 5,50 и занял пятое место.
В 1985 году стал четвёртым на Всемирных легкоатлетических играх в помещении в Париже и десятым на чемпионате Европы в помещении в Пирее. Летом среди прочего взял бронзу на Гран-при Будапешта, получил серебро на международном турнире ISTAF в Берлине, превзошёл всех соперников на Мемориале Ван Дамме в Брюсселе, одержал победу на чемпионате Польши, был третьим на Кубке Европы в Москве, тогда как на соревнования в немецком Камп-Линтфорте установил свой личный рекорд в прыжках с шестом на открытом стадионе — 5,80 метра.
В 1986 году на турнире в Праге установил личный рекорд в прыжках с шестом в помещении — 5,81 метра. На чемпионате Европы в помещении в Мадриде завоевал серебряную награду, уступив только болгарину Атанасу Тареву.
В 1987 году выиграл бронзовую медаль на чемпионате Европы в помещении в Льевене, стал пятым на чемпионате мира в помещении в Индианаполисе. В этом сезоне вновь победил на чемпионате Польши и принял участие в чемпионате мира в Риме, где в финале показал четвёртый результат.
Благодаря череде успешных выступлений в 1988 году удостоился права защищать честь страны на Олимпийских играх в Сеуле — благополучно преодолел предварительный квалификационный этап, но в финале трижды безуспешно пытался взять высоту 5,50 метра и в итоге не показал никакого результата.
В 1989 году прыгал с шестом на чемпионате Европы в помещении в Гааге, с результатом 5,60 занял итоговое четвёртое место. По окончании этого сезона завершил спортивную карьеру.
Его младшие братья Ришард Коляса и Адам Коляса тоже добились определённых успехов в прыжках с шестом, последний представлял Польшу на Олимпиаде 2004 года в Афинах.